# 倫庫鄉 (戈爾日縣)
45°07′N 23°08′E / 45.117°N 23.133°E
倫庫鄉（羅馬尼亞語：Comuna Runcu, Gorj），是羅馬尼亞的鄉份，位於該國西南部，由戈爾日縣負責管轄，面積272平方公里，海拔高度289米，2007年人口5,594，人口密度每平方公里21人。